# Sibrandahûs
Sibrandahûs (en néerlandais : Sijbrandahuis) est un village de la commune néerlandaise de Dantumadiel, dans la province de Frise.

## Géographie
Le village est situé dans le nord de la Frise, à l'ouest de Dokkum. Il est arrosé par le Dokkumer Ie.

## Démographie
Le 1er janvier 2018, le village comptait 40 habitants.